# Anania funebris
Anania funebris là một loài bướm đêm thuộc họ Crambidae. Loài này sinh sống ở châu Âu, Siberia, khu vực miền bắc Viễn Đông Nga và Bắc Mỹ.
Sải cánh dài 20–23 mm (0.79-0.92 in). Con trưởng thành bay từ tháng 6 đến tháng 7 tùy theo địa điểm.
Ấu trùng ăn Solidago virgaurea.

## Hình ảnh

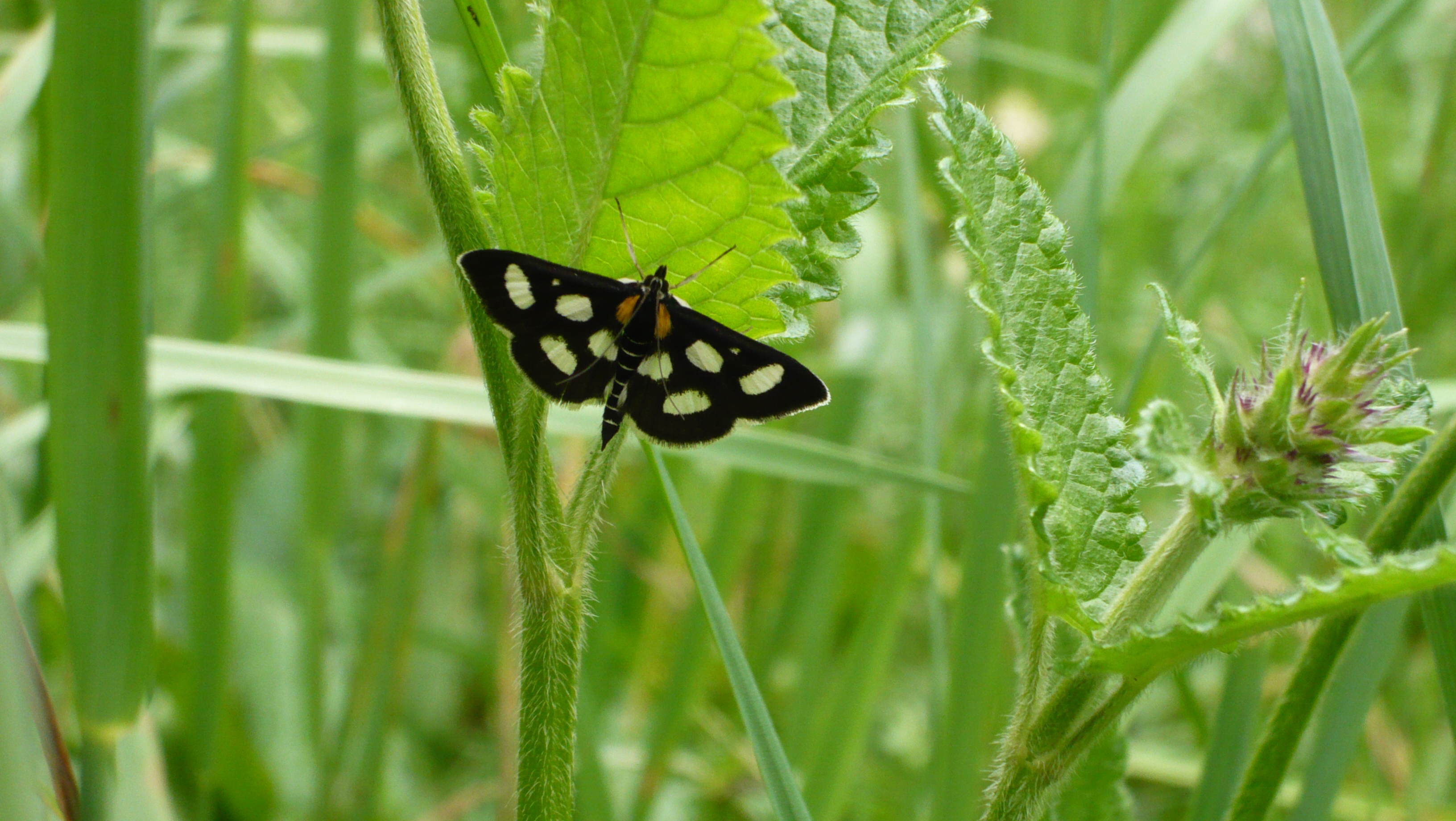
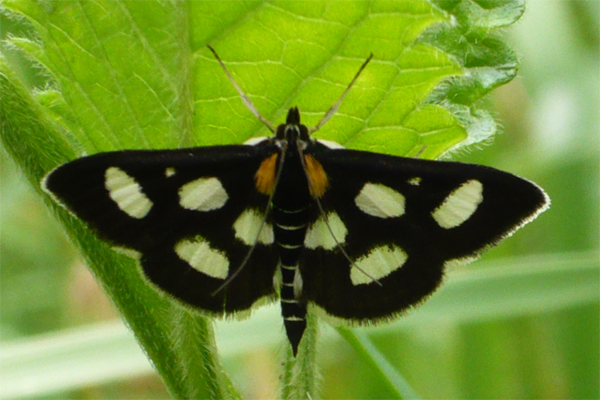